# Phyllomimus unicolor
Phyllomimus unicolor är en insektsart som först beskrevs av Brunner von Wattenwyl 1895.  Phyllomimus unicolor ingår i släktet Phyllomimus och familjen vårtbitare. Inga underarter finns listade i Catalogue of Life.